# Jack Aitchison
Jack Aitchison (* 5. März 2000 in Fauldhouse) ist ein schottischer Fußballspieler, der beim FC Motherwell unter Vertrag steht. Am 15. Mai 2016 kam Aitchison für Celtic Glasgow mit 16 Jahren und 71 Tagen gegen den FC Motherwell zu seinem Profidebüt und wurde damit zum jüngsten jemals eingesetzten Celtic-Spieler überhaupt. Zudem wurde er mit seinem Treffer zum 7:0-Endstand jüngster Torschütze, und erster von Celtic eingesetzter Spieler, der im 21. Jahrhundert geboren wurde.

## Karriere

### Verein
Jack Aitchison begann seine Karriere in der Youth Academy von Celtic Glasgow. In der Saison 2015/16 gab Aitchison am letzten Spieltag unter Ronny Deila sein Profidebüt. Er war dabei im Alter von 16 Jahren und 71 Tagen jüngster jemals eingesetzter Spieler von Celtic. Beim Stande von 6:0 wurde er für Tom Rogić eingewechselt und traf mit seinem ersten Ballkontakt, nach seiner Einwechslung. Er war mit seinem Treffer zum 7:0-Endstand jüngster Torschütze in der Geschichte von Celtic, und erster Spieler der im 21. Jahrhundert geboren wurde. Ab 2018 wurde er an den FC Dumbarton, Alloa Athletic und die Forest Green Rovers verliehen.
Am 5. Oktober 2020 wechselte Aitchison zum englischen Zweitligisten FC Barnsley, bei dem er einen Dreijahresvertrag unterschrieb und der ihn im Gegenzug direkt weiter an den Viertligisten FC Stevenage verlieh. In der Saison 2021/22 spielte er auf Leihbasis erneut beim Viertligisten Forest Green Rovers, mit denen er den Aufstieg in die drittklassige EFL League One erreichte. Nach Saisonende kehrte er zum FC Barnsley zurück, der in der Zwischenzeit ebenfalls in die dritte Liga abgestiegen war.

### Nationalmannschaft
Jack Aitchison spielte im Jahr 2014 erstmals in Länderspielen der Juniorenteams von Schottland. Er spielte dabei in der U15- und der U16-Nationalmannschaft. Ab 2015 spielte Aitchison in der U17-Auswahl, mit der er an den Europameisterschaften 2015, 2016 und 2017 teilnahm. Im August 2017 debütierte er in der schottischen U19-Nationalmannschaft, für die ihm daraufhin bis 2019 insgesamt in 17 Länderspielen elf Tore gelangen.

## Erfolge
Mit Celtic Glasgow:
- Schottischer Ligapokal: 2018
- Schottischer Meister: 2016, 2017